# Districtul Nakhon Thai
Nakhon Thai (în thailandeză นครไทย) este un district (Amphoe) din provincia Phitsanulok, Thailanda, cu o populație de 86.684 de locuitori și o suprafață de 2.220,374 km².